# Copa Santiago de Futebol Juvenil de 2019
A Copa Santiago de Futebol Juvenil de 2019 foi a 31ª edição desta competição disputada em Santiago, no Rio Grande do Sul. Nesta edição, doze equipes participaram, sendo duas uruguaias.
Na decisão, Grêmio e Palmeiras empataram no tempo regulamentar. A equipe gaúcha, no entanto, conquistou o título nas penalidades, obtendo-o pela sétima e quebrando um tabu de onze anos, pois o Grêmio não ganhava a competição desde 2008.

## Regulamento e participantes
Na primeira fase, os doze clubes participantes foram divididos em dois grupos (A e B) de seis equipes cada, que enfrentaram-se dentro de cada grupo. Na final, classificaram-se as quatro melhores colocadas de cada grupo. A partir da segunda fase, os confrontos se tornaram eliminatórios.
Os doze clubes participantes foram:
- Athletico Paranaense
- Cruzeiro
- Futebol Cruzeiro de Santiago
- Danubio
- Figueirense
- Flamengo
- Grêmio
- Internacional
- Juventude
- Liverpool
- Palmeiras
- Sport

## Primeira fase

### Grupo A
Fonte: Sports21 e Copa Santiago.

### Grupo B
Fonte: Sports21 e Copa Santiago.

## Fase final
Todos os confrontos eliminatórios foram realizados no estádio Alceu Carvalho.
As equipes vencedoras estão marcadas em negrito.
|  | Quartas de final           | Quartas de final        |                         |       | Semifinais | Semifinais |  |  | Final | Final |
|  |                            |                         |                         |       |            |            |  |  |       |       |
|  | 24 de janeiro, 16h30min    |                         |                         |       |            |            |  |  |       |       |
|  |                            |                         |                         |       |            |            |  |  |       |       |
|  | Flamengo                   | 3                       |                         |       |            |            |  |  |       |       |
|  | Flamengo                   | 3                       | 25 de janeiro, 21h00min |       |            |            |  |  |       |       |
|  | Liverpool                  | 1                       |                         |       |            |            |  |  |       |       |
|  | Liverpool                  | 1                       | Flamengo                | 0     |            |            |  |  |       |       |
|  | 24 de janeiro, 19h00min    |                         | Flamengo                | 0     |            |            |  |  |       |       |
|  |                            | Grêmio                  | 2                       |       |            |            |  |  |       |       |
|  | Grêmio                     | Grêmio                  | 2                       | 3     |            |            |  |  |       |       |
|  | Grêmio                     |                         | 26 de janeiro, 20h00min | 3     |            |            |  |  |       |       |
|  | Danubio                    | 0                       |                         |       |            |            |  |  |       |       |
|  | Danubio                    | 0                       | Grêmio (pen)            | 1 (4) |            |            |  |  |       |       |
|  | 24 de janeiro, 17h00min    |                         | Grêmio (pen)            | 1 (4) |            |            |  |  |       |       |
|  |                            | Palmeiras               | 1 (1)                   |       |            |            |  |  |       |       |
|  | Internacional              | Palmeiras               | 1 (1)                   | 1 (3) |            |            |  |  |       |       |
|  | Internacional              | 25 de janeiro, 19h00min |                         | 1 (3) |            |            |  |  |       |       |
|  | Athletico Paranaense (pen) | 1 (4)                   |                         |       |            |            |  |  |       |       |
|  | Athletico Paranaense (pen) | 1 (4)                   | Athletico Paranaense    | 1 (3) |            |            |  |  |       |       |
|  | 24 de janeiro, 21h00min    |                         | Athletico Paranaense    | 1 (3) |            |            |  |  |       |       |
|  |                            | Palmeiras (pen)         | 1 (4)                   |       |            |            |  |  |       |       |
|  | Palmeiras                  | Palmeiras (pen)         | 1 (4)                   | 2     |            |            |  |  |       |       |
|  | Palmeiras                  |                         |                         | 2     |            |            |  |  |       |       |
|  | Sport                      | 0                       |                         |       |            |            |  |  |       |       |
|  | Sport                      | 0                       |                         |       |            |            |  |  |       |       |

### Final
| 26 de janeiro | Grêmio                 | 1 – 1       | Palmeiras                | Estádio Alceu Carvalho, Santiago |
| 20:00 (UTC−2) | Wesley 32' (2.º tempo) | [ 1 ] [ 2 ] | Fabrício 32' (1.º tempo) |                                  |

|                                   |       | Penalidades                      |  |
| Léo Fenga Thiago Rosa Yago Wesley | 4 – 1 | Bruno Tatavitto Fabrício Vitinho |  |

## Premiação
| Copa Santiago de Futebol Juvenil de 2019 |
| Brasil                                   |
| ---------------------------------------- |
| Grêmio Campeão (7.º título)              |